# Montross (Virginia)
Montross es un pueblo situado en el condado de Westmoreland, Virginia  (Estados Unidos). Según el censo de 2010 tenía una población de 384 habitantes.

## Demografía
Según el censo del 2000, Montross tenía 315 habitantes, 151 viviendas, y 94 familias. La densidad de población era de 119,2 habitantes por km².
De las 151 viviendas en un 22,5%  vivían niños de menos de 18 años, en un 47%  vivían parejas casadas, en un 11,3% mujeres solteras, y en un 37,1% no eran unidades familiares. En el 33,8% de las viviendas  vivían personas solas el 19,9% de las cuales correspondía a personas de 65 años o más que vivían solas. El número medio de personas viviendo en cada vivienda era de 2,05 y el número medio de personas que vivían en cada familia era de 2,59.
Por edades la población se repartía de la siguiente manera: un 19,7% tenía menos de 18 años, un 3,5% entre 18 y 24, un 23,2% entre 25 y 44, un 28,9% de 45 a 60 y un 24,8% 65 años o más.
La edad media era de 48 años.  Por cada 100 mujeres de 18 o más años  había 74,5 hombres.
La renta media por vivienda era de 40.469$ y la renta media por familia de 46.250$. Los hombres tenían una renta media de 33.750$ mientras que las mujeres 25.625$. La renta per cápita de la población era de 21.653$. En torno al 1,1% de las familias y el 4,3% de la población estaban por debajo del umbral de pobreza.

## Localidades adyacentes
El siguiente diagrama muestra a las localidades más próximas a Montross.